# ヤンマイエン島
ヤンマイエン島（ヤンマイエンとう、ノルウェー語: Jan Mayen）は、グリーンランド東方に位置するノルウェー領の島。標高2277mのベーレンベルク山を擁する火山島である。民間人はいないが、電波航法（LORAN）援助施設と気象観測施設があり、ノルウェー軍とノルウェー気象局の要員が駐在している。なお、西経8度に位置する島でありながら、ノルウェー本土と同じUTC+1を用いている。

## 名称
日本語文献や地図では「ヤンマイエン」という表記が一般的である。
ノルウェー語では [jɑn ˈmɑ̀ɪən]（ノルウェー語の発音例）、英語では /jan ˈmʌɪən/や /ˈyɑn ˈmaɪ ən/（英語の発音例）と発音される。発音の実勢を踏まえ、Jan Mayen に対するカナ表記として「ヤンマイン」を採る研究者もいる。

## 地理

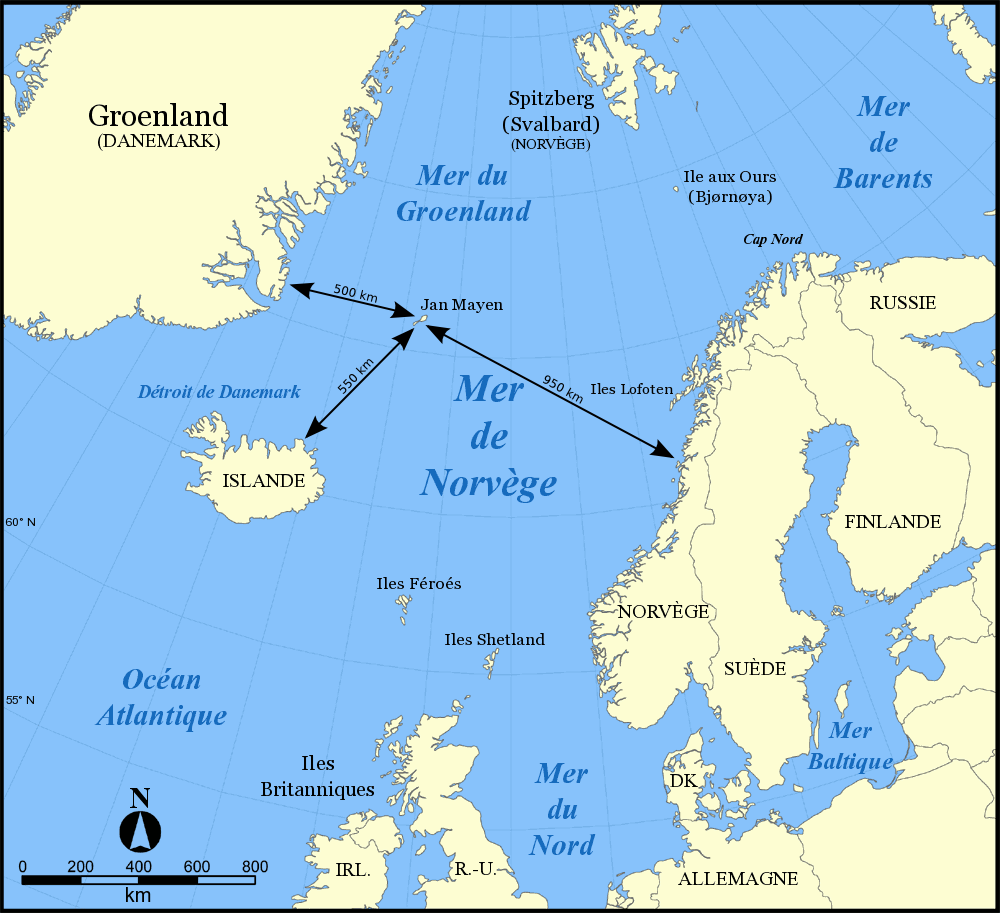
ヤンマイエン島の位置。

### 位置・広がり
グリーンランドとノルウェーの間に位置している。アイスランドからは北東へ約600km、グリーンランド東海岸中部から東へ約550km、もっとも近いノルウェー本土（ヌールラン県）とは約950kmの距離がある。「ヨーロッパ最北の地」として知られるノールカップとほぼ同じ緯度で、約1000km隔たっている。
島の面積は373km2。北東-南西方向に細長い島で、長さは55kmに及ぶ。島は幅2.5kmの地峡で2つの部分に分けられており、大きい側である北東側をノルド＝ヤン（Nord-Jan）、小さい側である南西側をセル＝ヤン（Sør-Jan）と呼ぶ。
国際水路機関（IHO）は、スピッツベルゲン島（スヴァールバル諸島） - ヤンマイエン島 - アイスランドを結んだ線を境として、北西をグリーンランド海（北極海の一部）、南東をノルウェー海（北大西洋の一部ともされる）と定義している。

### 地勢

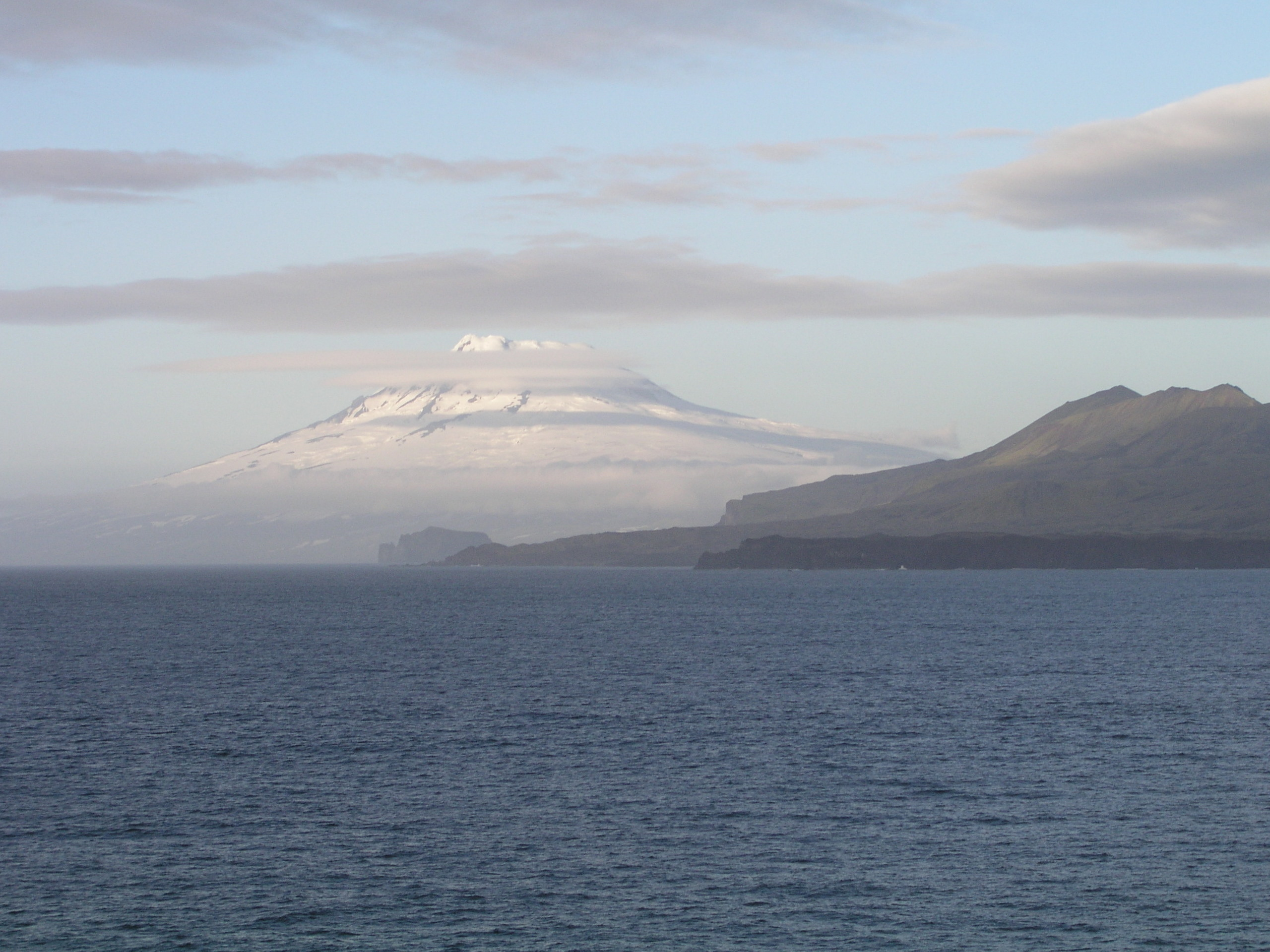
雪をいただくベーレンベルク山。

島はヤンマイエンプレート（ユーラシアプレートの一部）上にあり、ホットスポットの1つであるヤンマイエン・ホットスポットによって形成された火山島である。島の地形は山がちで、最高峰は北部にある標高2,277mのベーレンベルク山。このベーレンベルク山周辺の 114.2km2 は氷河に覆われている。
島には3つの潟湖があり、このうち2つは地峡部に位置する。島最大の湖であるセルラグーナ（Sørlaguna 南の潟湖）とノルドラグーナ（Nordlaguna 北の潟湖）である。もう1つの湖は ウレレングラグーナ（Ullerenglaguna）と呼ばれる。

### 気候
ケッペンの気候区分ではツンドラ気候（ET）に属する。
| ヤンマイエン島（1961-1990年、極値1921年以降）の気候                        | ヤンマイエン島（1961-1990年、極値1921年以降）の気候 | ヤンマイエン島（1961-1990年、極値1921年以降）の気候 | ヤンマイエン島（1961-1990年、極値1921年以降）の気候 | ヤンマイエン島（1961-1990年、極値1921年以降）の気候 | ヤンマイエン島（1961-1990年、極値1921年以降）の気候 | ヤンマイエン島（1961-1990年、極値1921年以降）の気候 | ヤンマイエン島（1961-1990年、極値1921年以降）の気候 | ヤンマイエン島（1961-1990年、極値1921年以降）の気候 | ヤンマイエン島（1961-1990年、極値1921年以降）の気候 | ヤンマイエン島（1961-1990年、極値1921年以降）の気候 | ヤンマイエン島（1961-1990年、極値1921年以降）の気候 | ヤンマイエン島（1961-1990年、極値1921年以降）の気候 | ヤンマイエン島（1961-1990年、極値1921年以降）の気候 |
| 月                                                                         | 1月                                                 | 2月                                                 | 3月                                                 | 4月                                                 | 5月                                                 | 6月                                                 | 7月                                                 | 8月                                                 | 9月                                                 | 10月                                                | 11月                                                | 12月                                                | 年                                                  |
| -------------------------------------------------------------------------- | --------------------------------------------------- | --------------------------------------------------- | --------------------------------------------------- | --------------------------------------------------- | --------------------------------------------------- | --------------------------------------------------- | --------------------------------------------------- | --------------------------------------------------- | --------------------------------------------------- | --------------------------------------------------- | --------------------------------------------------- | --------------------------------------------------- | --------------------------------------------------- |
| 最高気温記録 °C （°F）                                                     | 9.5 (49.1)                                          | 10.0 (50)                                           | 8.0 (46.4)                                          | 10.3 (50.5)                                         | 11.3 (52.3)                                         | 18.1 (64.6)                                         | 15.0 (59)                                           | 15.7 (60.3)                                         | 13.4 (56.1)                                         | 15.0 (59)                                           | 10.0 (50)                                           | 12.3 (54.1)                                         | 18.1 (64.6)                                         |
| 平均最高気温 °C （°F）                                                     | −3.0 (26.6)                                         | −3.3 (26.1)                                         | −3.5 (25.7)                                         | −1.4 (29.5)                                         | 1.2 (34.2)                                          | 4.1 (39.4)                                          | 6.4 (43.5)                                          | 6.9 (44.4)                                          | 4.5 (40.1)                                          | 1.9 (35.4)                                          | −1.0 (30.2)                                         | −2.7 (27.1)                                         | 0.8 (33.4)                                          |
| 日平均気温 °C （°F）                                                       | −5.7 (21.7)                                         | −6.1 (21)                                           | −6.1 (21)                                           | −3.9 (25)                                           | −0.7 (30.7)                                         | 2.0 (35.6)                                          | 4.2 (39.6)                                          | 4.9 (40.8)                                          | 2.8 (37)                                            | 0.1 (32.2)                                          | −3.3 (26.1)                                         | −5.2 (22.6)                                         | −1.4 (29.5)                                         |
| 平均最低気温 °C （°F）                                                     | −8.4 (16.9)                                         | −9.0 (15.8)                                         | −8.5 (16.7)                                         | −6.0 (21.2)                                         | −2.2 (28)                                           | 0.5 (32.9)                                          | 2.7 (36.9)                                          | 3.5 (38.3)                                          | 1.3 (34.3)                                          | −1.7 (28.9)                                         | −5.4 (22.3)                                         | −7.7 (18.1)                                         | −3.4 (25.9)                                         |
| 最低気温記録 °C （°F）                                                     | −26.9 (−16.4)                                       | −28.4 (−19.1)                                       | −26.8 (−16.2)                                       | −21.4 (−6.5)                                        | −12.0 (10.4)                                        | −5.1 (22.8)                                         | −3.2 (26.2)                                         | −2.3 (27.9)                                         | −5.2 (22.6)                                         | −18.0 (−0.4)                                        | −19.5 (−3.1)                                        | −24.2 (−11.6)                                       | −28.4 (−19.1)                                       |
| 降水量 mm （inch）                                                         | 56 (2.2)                                            | 53 (2.09)                                           | 55 (2.17)                                           | 40 (1.57)                                           | 40 (1.57)                                           | 37 (1.46)                                           | 47 (1.85)                                           | 61 (2.4)                                            | 82 (3.23)                                           | 82 (3.23)                                           | 65 (2.56)                                           | 65 (2.56)                                           | 683 (26.89)                                         |
| 平均降水日数 （≥1 mm）                                                     | 12.6                                                | 11.1                                                | 12.1                                                | 9.1                                                 | 7.6                                                 | 7.6                                                 | 9.2                                                 | 11.1                                                | 13.3                                                | 14.6                                                | 12.9                                                | 13.0                                                | 134.2                                               |
| % 湿度                                                                     | 83                                                  | 83                                                  | 84                                                  | 83                                                  | 85                                                  | 87                                                  | 89                                                  | 87                                                  | 83                                                  | 83                                                  | 81                                                  | 82                                                  | 84.2                                                |
| 平均月間日照時間                                                           | 0                                                   | 28                                                  | 62                                                  | 120                                                 | 155                                                 | 150                                                 | 124                                                 | 93                                                  | 60                                                  | 31                                                  | 0                                                   | 0                                                   | 823                                                 |
| 出典1：Norwegian Meteorological Institute                                  |                                                     |                                                     |                                                     |                                                     |                                                     |                                                     |                                                     |                                                     |                                                     |                                                     |                                                     |                                                     |                                                     |
| 出典2：The Weather Network (humidity), World Climate data (sunshine hours) |                                                     |                                                     |                                                     |                                                     |                                                     |                                                     |                                                     |                                                     |                                                     |                                                     |                                                     |                                                     |                                                     |

## 歴史
17世紀には北極海で各国の捕鯨船がしのぎを削っていたことを背景に、この島の発見に関するさまざまな主張が行われ、多くの名が与えられた。
この島は、1607年に探検家ヘンリー・ハドソンによって発見されたともされるが、その主張には疑義も持たれている。1614年にオランダの捕鯨船によって発見されたと記述されることもある。現在使われている「ヤンマイエン」という島の名は、この時のオランダ人捕鯨船長のひとりの名によるものである。なお、17世紀以前に島に到達した人々がいるとの主張もある。

### 17世紀以前
中世初期の書物『植民の書』（Landnámabók）には、ヴァイキングによって「スヴァールバル」（Svalbarð 「冷たい浜辺」）と名付けられた島が登場するが、これはヤンマイエン島ではないかとされている（スピッツベルゲン島などを含む島々はスヴァールバル諸島と呼ばれているが、これは近代に入ってから命名されたものである）。アイスランドから「スヴァールバル」までの距離は海路2日と記されており、530kmのヤンマイエンは到達可能な距離である（スピッツベルゲンまでは1550kmあり、到達できない）。

### 1607年ハドソン発見説
17世紀前半に活動したイングランドの捕鯨船長トーマス・エッジ (Thomas Edge) のいささか不正確な記述によれば、1608年に「ウィリアム・ハドソン」（William Hudson）がこの島を発見し、「ハドソンのタッチズ」（Hudson's Touches、あるいは Tutches）と名付けたという。同時期の著名な北方探検家にヘンリー・ハドソンがいるが、ハドソンがこの海域を訪れる可能性があるのは彼が北東航路探索にあたった1607年のみで、しかも理に適わない遠回りをした場合のみである。ハドソンの航海記録にはこの島について何も記されていない。カナダの歴史作家ダグラス・ハンター（Douglas Hunter）は、ハドソンの評伝『半月』（Half Moon、2009年）の中で、ヤンマイエン島到達時に乗組員の反乱が生じたため、このことに触れることを嫌ったハドソンが公開記録に島への到達を描かなかったのではないかと記したが、あくまでもハンターの推測であり、これを裏付ける証拠はない。

### 1614年：オランダ船による発見と命名

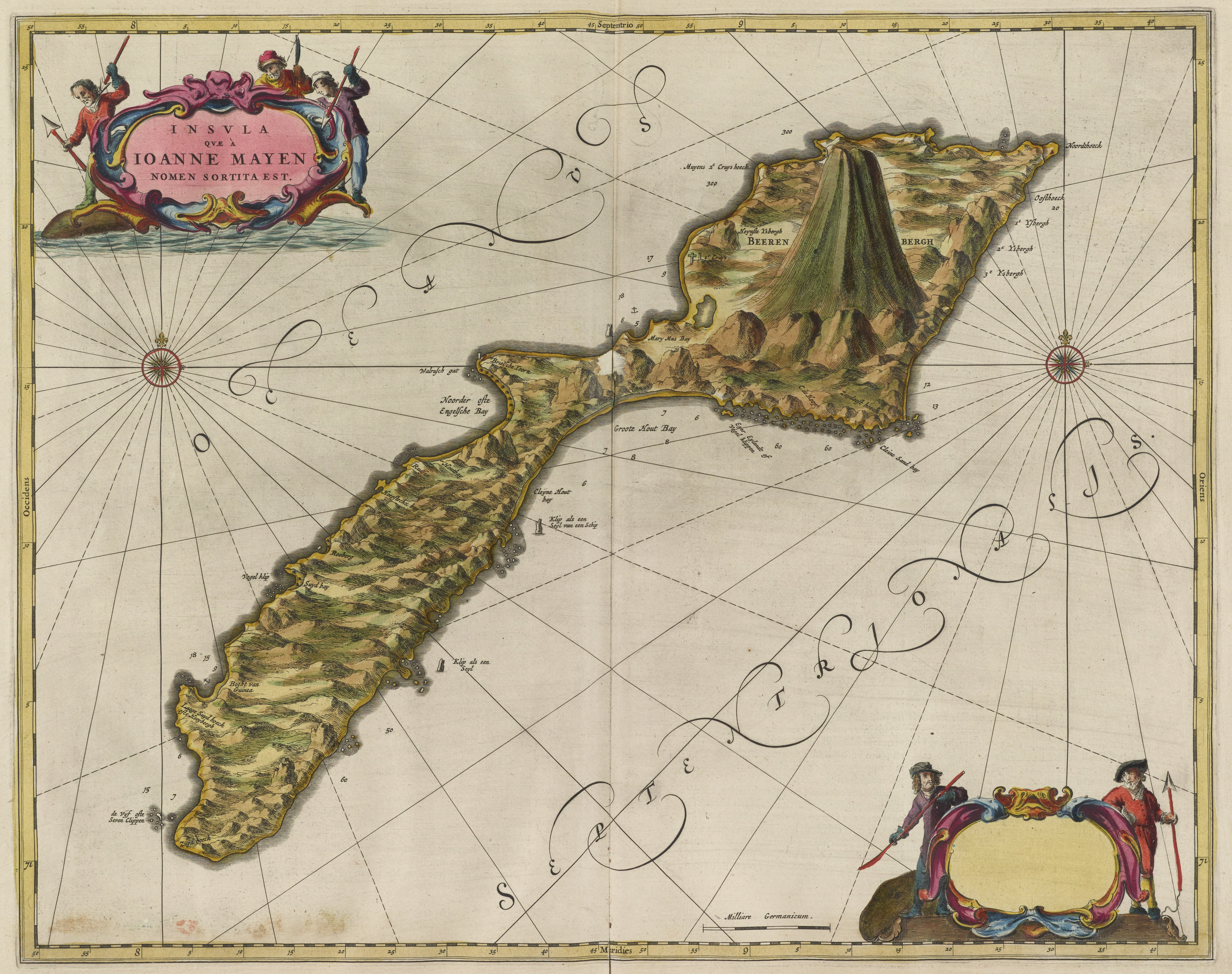
1670年頃に描かれたヤンマイエン島の地図（アムステルダムのヨアン・ブラウ作成）

ヤンマイエンの発見は、1614年夏のこととされる。しかし、その状況に関する情報は錯綜しており、この年の夏の1か月ほどの間に、3つの探検隊によってそれぞれ別個に発見の主張がなされている。
ダンケルクのイングランド人ジョン・クラーク（John Clarke）に雇われて捕鯨航海を行っていたオランダ人フォップ・ヘリッツ（Fopp Gerritsz）は、1614年6月28日にこの島を発見し、イザベラ（Isabella）島と命名したと、のちに（1631年になってから）主張している。
1614年1月に、オランダ東インド会社に倣い、オランダ北方会社 (Noordsche Compagnie) が設立されてオランダ人の北極海での捕鯨事業を支援している。アムステルダムとエンクホイゼンの商人が出資した2隻の船、ヤン・ヤコブソーン・マイ船長のハウデン・カット（Gouden Cath、「金猫」）号とヤコブ・デ・ハウウェナー（Jacob de Gouwenaer）船長のオラニエンボーム（Orangienboom「オレンジの木」）号は、1614年7月にこの島に到達して「ヨリス氏の島」（Mr. Joris Eylant）と名付けた。この名は、彼らに同行していたオランダ人地図製作者 ヨリス・カロルス の名にちなんだもので、カロルスはこの島の地図を製作している。
ヤン・ヤコブソーン・マイたちがこの島に来たとき、デルフトの北方会社株主たちが出資したヤン・ヤンス・カークホフ（Jan Jansz Kerckhoff）船長のクライン・スウェントヘン（Cleyn Swaentgen、「小白鳥」）号がすでに到着していたということを認めている。オラニエ公マウリッツにちなんでこの島をマウリッツ島（Maurits Eylandt）、あるいはマウリティウス（Mauritius）と名付けてオランダの議会に発見を報告したのはデルフトの商人たちであったろうと、ヤン・ヤコブソーン・マイたちは推測している。しかしながら、デルフトの商人たちはこの島の発見を隠し、自分たちの利益を求めるために1615年にはこの島を引き揚げている。両社のあいだで紛争が発生し、1617年に両社がともに島を捕鯨基地とするという形でようやく決着した。
1615年にはイングランドの探検家ロバート・フォザビーが島に上陸した。フォザビーはこの島を初めて発見したと考え、島をサー・トーマス・スミス島（Sir Thomas Smith’s Island）、火山をハクルイト山（Mount Hakluyt）と名付けた。このほか、ジャン・ヴロリック はこの島に「リシュリュー島」Île de Richelieu という名を付けている。
この島は、ウィレム・ブラウが刊行した1620年版のヨーロッパ地図に初めて登場したが、ここでヤンマイエン（Jan Mayen）の名が与えられた。「発見者」の一人であるヤン・ヤコブスゾーン・マイの名からとられたものである。ブラウはまた、有名なゼースピーヘル（Zeespiegel）地図（1623年）においてこの島の詳細な地図を掲載したが、そこでもヤンマイエンの名を用いている。こうして、この島の名は「ヤンマイエン島」として定着することとなった。

### オランダの捕鯨基地として

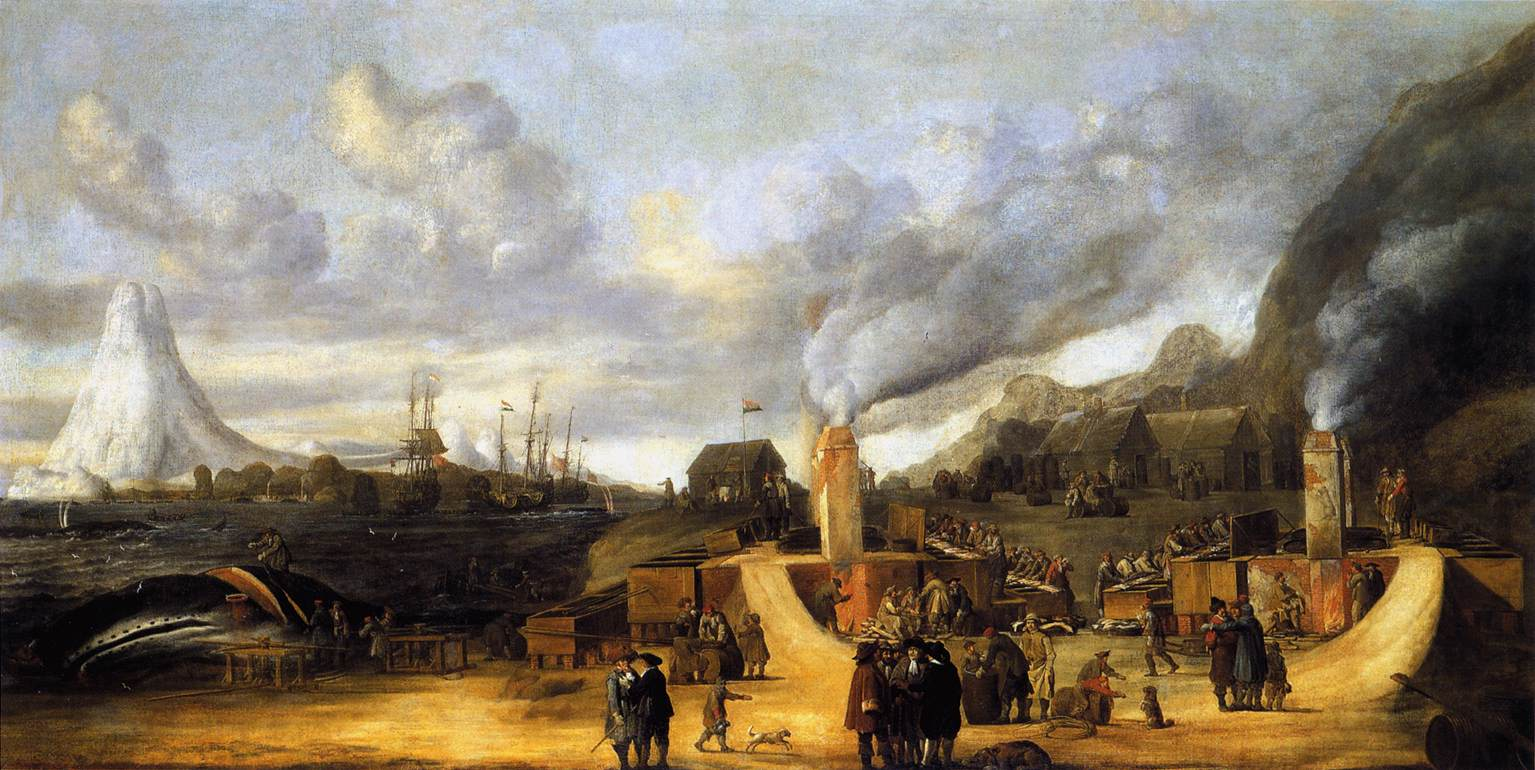
ヤンマイエン島での鯨油生産を描いた絵画（コルネリス・デ・マン画、1639年）。

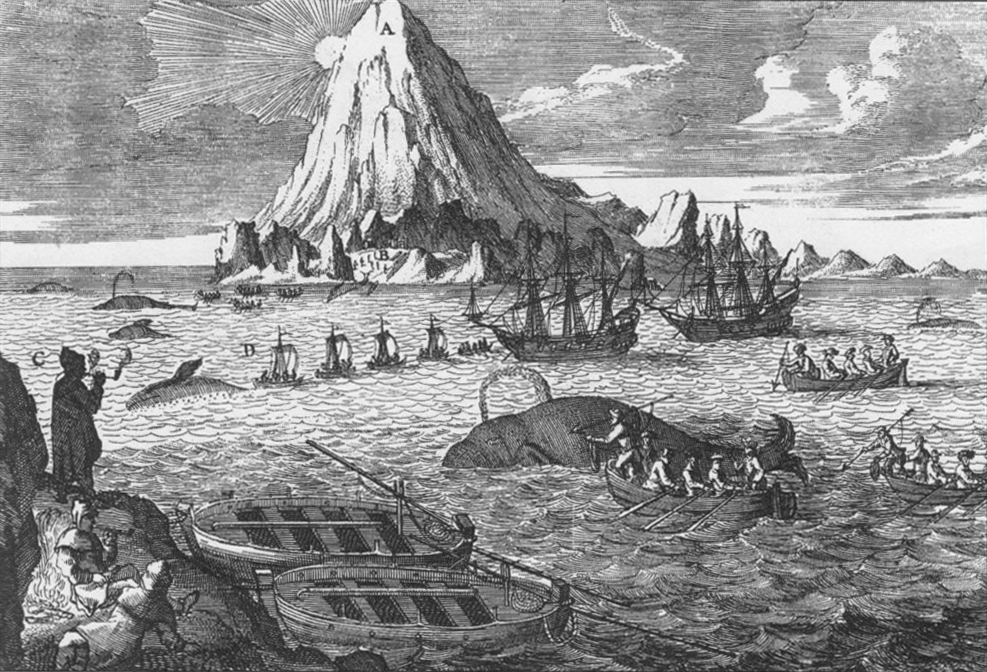
ヤンマイエン島での捕鯨を描いた18世紀の絵画。後方にベーレンベルク山がみられる。

1615年から1638年まで、ヤンマイエン島はオランダ北方会社の捕鯨基地として用いられた。北方会社は1614年にオランダ議会から北極海捕鯨事業の独占を認められている。1615年には、北方会社の捕鯨船とデルフト商人の捕鯨船の2隻が島に立ち寄っただけであったが、翌年には多くの捕鯨船が島に送られることとなった。北方会社は8隻の捕鯨船を送り、それらにはヤン・ヤコブソーン・シュロボップ（Jan Jacobsz. Schrobop）率いる戦艦3隻が護衛につけられた。デルフト商人たちは、彼らの一人であるアドリエーン・ダークソーン・レヴァースタイン（Adriaen Dircksz. Leversteyn）のもとで5隻を送り込んだ。ジョン・クラークはダンケルクから2隻の船を送り、同様にロンドンとハルからも1隻ずつ船が送られた。
エンホイゼンのホープ（Hope）号の船主ヘールチェ・ヤンス（Heertje Jansz）は、漁期の日々を記録している。船はヤンマイエンまで2週間をかけて航海し、6月上旬に到着する。6月15日には2隻のイングランド船と出会った。6月下旬、最初の船が鯨油を満載して帰国の途に就いた。残る船も8月上旬には鯨油とともに漁場を去った。
この年の漁期、200人が島の北西海岸に散在する6つの拠点に居住し、働いていた。最初の10年間には10隻以上の船がヤンマイエンを訪れている（1624年以降は5～10隻となった）。1624年には島の南海岸ティテルトブクタ (Titeltbukta) に10軒の木造家屋が建てられた。この頃には、オランダ人たちはそれまでの拠点（帆布で作られたテントや簡易な炉）を放棄したようで、木造倉庫と大きな煉瓦造りの炉から成る2つの半永住的な拠点に置き換えた。上述のティテルトブクタと、北海岸のエンヘルスクブクタ (Engelskbukta (Jan Mayen)) である。1628年には、これらの拠点を守るために2つの砦が築かれた。ヤンマイエンで活動した船乗りたちの中には、のちにオランダの高名な海軍提督となるミヒール・デ・ロイテルがいる。1633年、26歳のデ・ロイテルは、デ・フルーネ・レーウ（de Groene Leeuw「緑の獅子」）号の乗組員としてはじめてこの島を訪れ、1635年にも同じ船で再び渡航している。
1632年、オランダ北方会社は、デンマーク人たちが雇用していたバスク人の捕鯨家たちをスピッツベルゲンから追放した。バスク人たちはこれに対する報復としてヤンマイエン島を襲撃し、入植地や工場を焼き討ちした。こうした状況の中、フローテブルック（Grootebroek）のアウトハー・ヤコブス（Outger Jacobsz）船長は、防衛の任務を帯びて6人の航海士とともに1633年から34年にかけての越冬を行った。しかし、彼ら7人は過酷な自然環境の中、壊血病または旋毛虫症（ホッキョクグマの生肉を食べたため）によって全滅した。
捕鯨業は、当初はいくつかの例外を除き、おおむね好成績を挙げていた。たとえば、マテイス・ヤンソーン・フップストック（Mathijs Jansz. Hoepstock）は、1619年に44頭のクジラを捕え（この場所はフップストック湾 "Hoepstockbukta" と呼ばれた）鯨油2300樽を生産した。しかし、その後捕鯨高は減少し、1631年には天候や氷の状況が非常に恵まれていたが、その翌年に捕獲されたのは8頭のみであった。1633年には11隻の捕鯨船が47頭を捕獲したが、1635年には同じ数の船が42頭を捕えるにとどまっている。この島では捕鯨の操業開始以来約1000頭のホッキョククジラが捕殺・処理され、1640年ごろにはこの海域のホッキョククジラはほぼ絶滅したと見られている。こうして、捕鯨基地としてのヤンマイエン島は放棄され、以後2世紀半にわたって無人島となった。

### 19世紀・20世紀
1882年から1883年にかけての最初の国際極地年において、オーストリア・ハンガリー帝国の北極探検隊がヤンマイエン島に1年間滞在した。探検隊はこの島の測量を行い地図を制作したが、その地図は1950年代まで使用されるほど高い精度のものあった。オーストリア隊のヤンマイエン基地とその資材は、ウィルチェック伯爵 (Count Johann Nepomuk Wilczek) が私費を投じて1882年に整えられたものである。
1900年から1920年にかけて、この島ではノルウェーの猟師たちが活動した。しかし、略奪的な狩猟により利益は減少し、この島での狩猟は終焉を迎えた。ホッキョクグマはその数を減らした。
国際連盟は、この島の管轄権をノルウェーに与えた。1921年にノルウェーは最初の気象観測施設を島に建設している。1930年2月27日、島は法的にノルウェー王国の一部となった。
第二次世界大戦中の1940年春、ノルウェー本土はドイツに占領された（ヴェーザー演習作戦参照）。ヤンマイエン島で任務に就いていた4人の男たちは、ノルウェーではなくイギリスに気象情報を送ってドイツへの反抗を示した。イギリスはヤンマイエンを「X島」（"Island X"）というコードネームで呼び、ドイツの攻撃から島を守るために島を強化しようとした。1940年11月、亡命ノルウェー海軍 (Norwegian Armed Forces in exile) の砲艦フリチョフ・ナンセン (HNoMS Fridtjof Nansen (1930)) は、この島の近海で海図に描かれていない暗礁に座礁した。68人の乗組員は船を失い、島の観測員と合流した。イギリス軍の司令官は砲艦の喪失によって次の春までのヤンマイエン島の放棄を決定、救援船を差し向けて4人の観測員とフリチョフ・ナンセンの乗組員を救出した。この際、気象観測施設がドイツ軍の手に落ちて利用されないよう、施設は破壊されている。ドイツ軍は1940年11月16日、島に気象観測チームを上陸させようとしたが、チームを載せた海軍の輸送トロール船 (Naval trawler) はイギリスのレーダーに捕捉され、さらに島の沿岸で座礁してしまった。ドイツの乗組員は島に上陸して逃亡したが、英国駆逐艦からの上陸部隊によって捕虜にされた。
1941年3月10日、連合軍が島に戻ってきた。ノルウェー船ヴェスレカリ（Veslekari）が巡視船ホニングスヴァーグ（Honningsvaag）の護衛を受けつつ島に到着し、12人のノルウェー人気象スタッフを上陸させたのである。彼らの電信は枢軸国によって捕捉され、ノルウェー本土から飛来するドイツ軍機によって島はしばしば爆撃や機銃掃射を受けた。島の損害は大きくなく、間もなく物資や増援が到着した。対空砲が配置されるなど島の防備は強化され、島には数十人の気象スタッフや兵士の兵営が置かれた。1941年には、ドイツ軍はヤンマイエン島から連合軍を追い落とすことをあきらめ、空襲を停止している。1943年、アメリカは島の北部に「アトランティックシティ」という名称の無線方位測定局を設置した。
第二次世界大戦後、「アトランティックシティ」に気象観測所が設置されるが、1949年に新しい場所に移転した。また、ラジオ・ヤンマイエンは北極海における船舶交通の重要なラジオ局を務めた。1959年、NATOは大西洋にLORAN-Cのネットワークを構築することを決定したが、そのトランスミッタの一つはヤンマイエン島に置かれた。1961年までに、飛行場を含む新たな軍事施設が運用されるようになった。
1970年にはベーレンベルク山が噴火し、終息までの3-4週間のうちに3 km2ほど面積が増えた。1973年と1985年にも大きな噴火があった。噴火時には、島周辺の海水温度が30°Cほどに上昇することがある。

## 社会

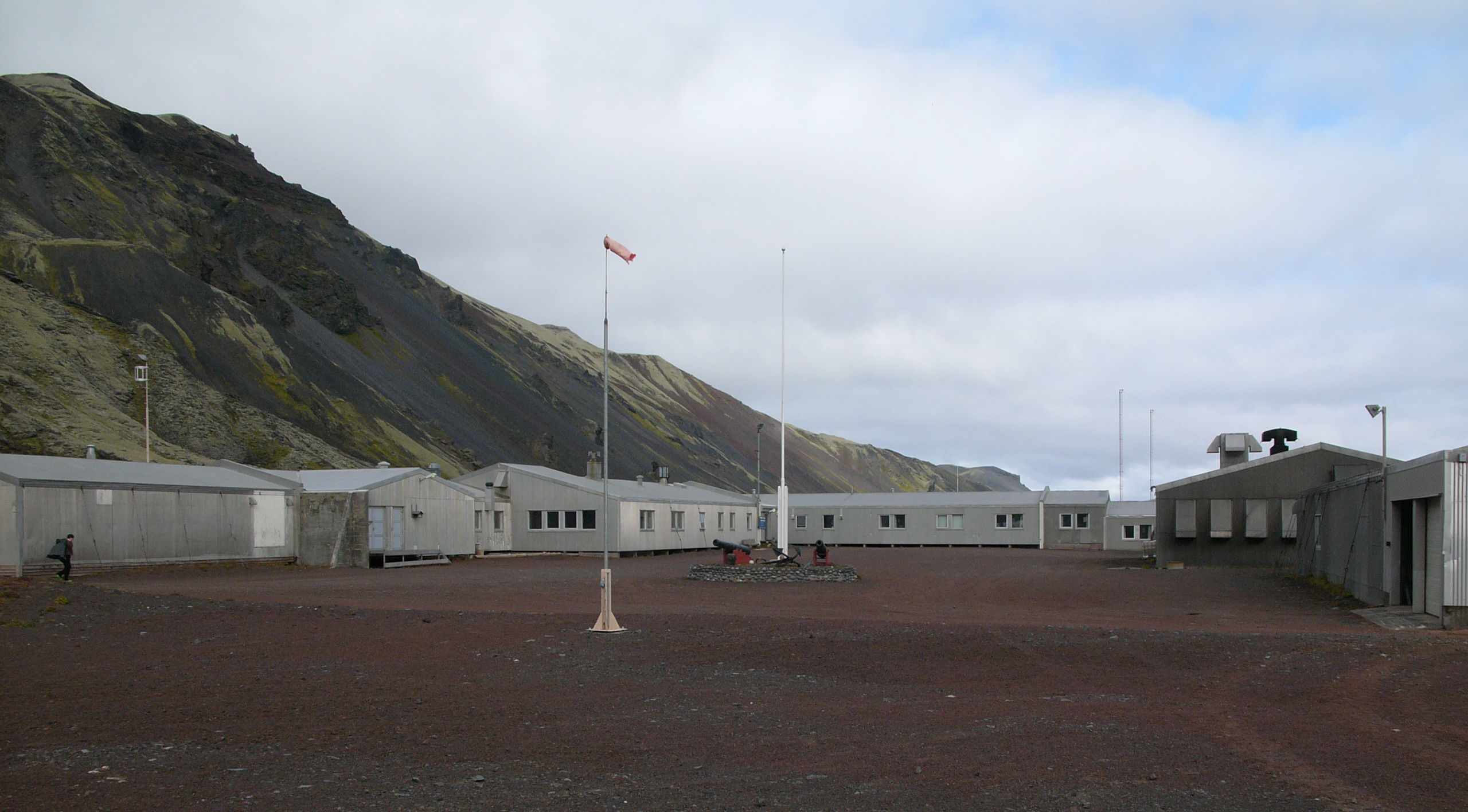
オロンキンビエンのステーション

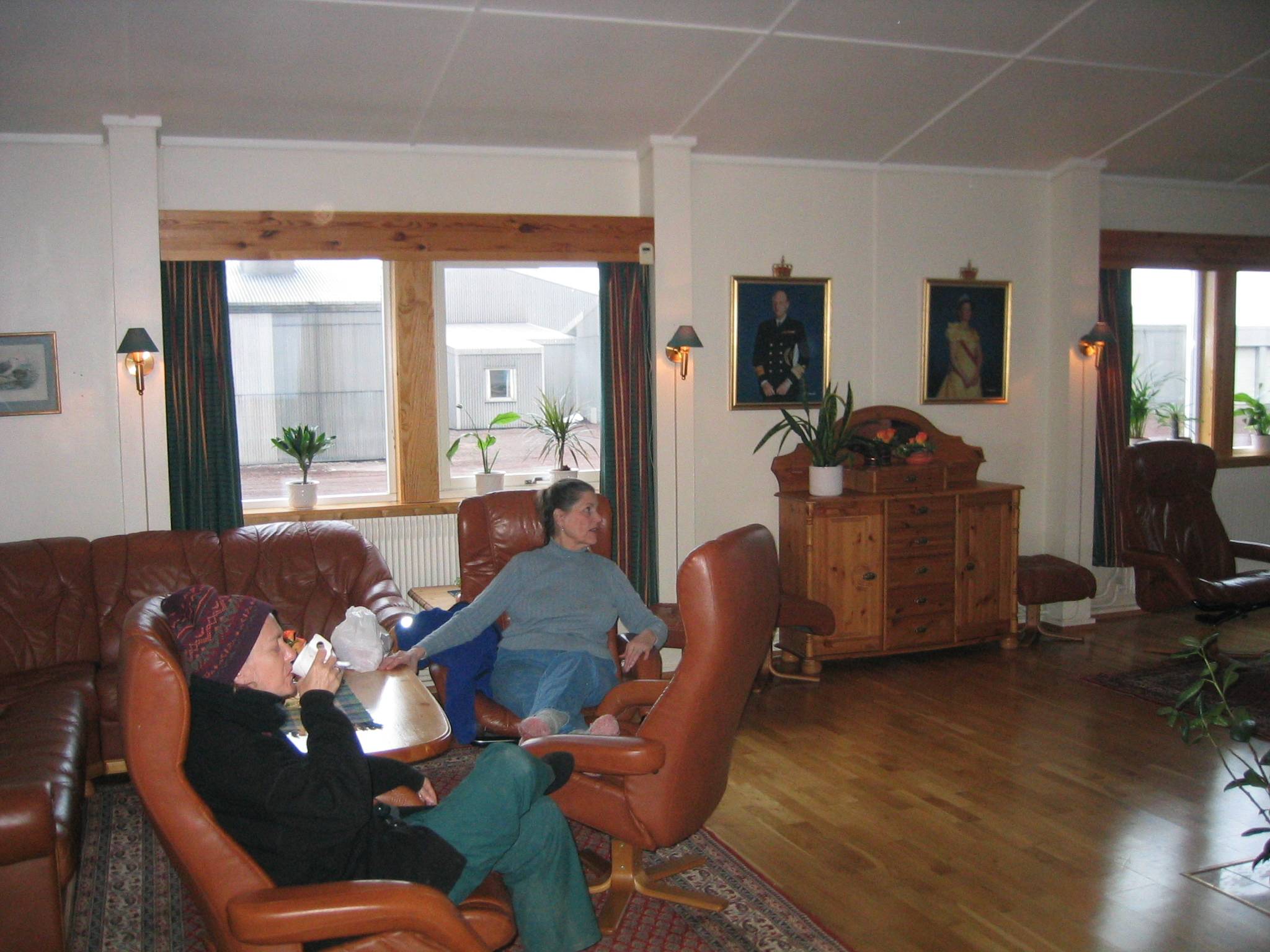
ステーション内部のリビング

### 行政
行政上はノルウェー本国の一部であり、1994年以降は最も近いヌールラン県の管轄になっているが、ヤンマイエン島に基礎自治体は置かれておらず、また他の基礎自治体の一部でもない。
1994年以前はスヴァールバル諸島の知事の管轄下にあった。ISO 3166ではスヴァールバル諸島と共に「スヴァールバル諸島およびヤンマイエン島」という単位でまとめられ、国名コードとして SJ / SJM が与えられている。
スヴァールバル諸島はシェンゲン圏に含まれないが、ヤンマイエン島はシェンゲン圏に含まれる。

### 住民
島に民間人は居住しておらず、LORANの地上局 (LORAN-C transmitter Jan Mayen) を運用しているノルウェー空軍と、ノルウェー気象局 (Norwegian Meteorological Institute) の気象観測要員が駐在しているのみである。要員が滞在する唯一の「集落」はオロンキンビエン（ノルウェー語: Olonkinbyen）と呼ばれている。
冬季は18人が滞在しており、大規模なメンテナンスを行う夏季には人口は2倍となる。

### 経済・産業
島の唯一の資源は豊かな漁場である。ノルウェーは漁業権及び石油、天然ガスの採掘権をめぐって、グリーンランドと長期にわたる争いを続けて来たが、1993年に国際司法裁判所が、双方に妥協を促した。

## 交通
アクセスとして未舗装滑走路を備えたヤンマイエン飛行場が設置されており、ノルウェー空軍の輸送機が運航されている。